# Abbaye de l'Amour-Dieu
L'abbaye de l'Amour-Dieu est une ancienne abbaye cistercienne de moniales en activité de 1232 à 1791. La communauté est située sur la commune de Troissy, dans le diocèse de diocèse de Châlons-en-Champagne.

## Histoire

### Fondation

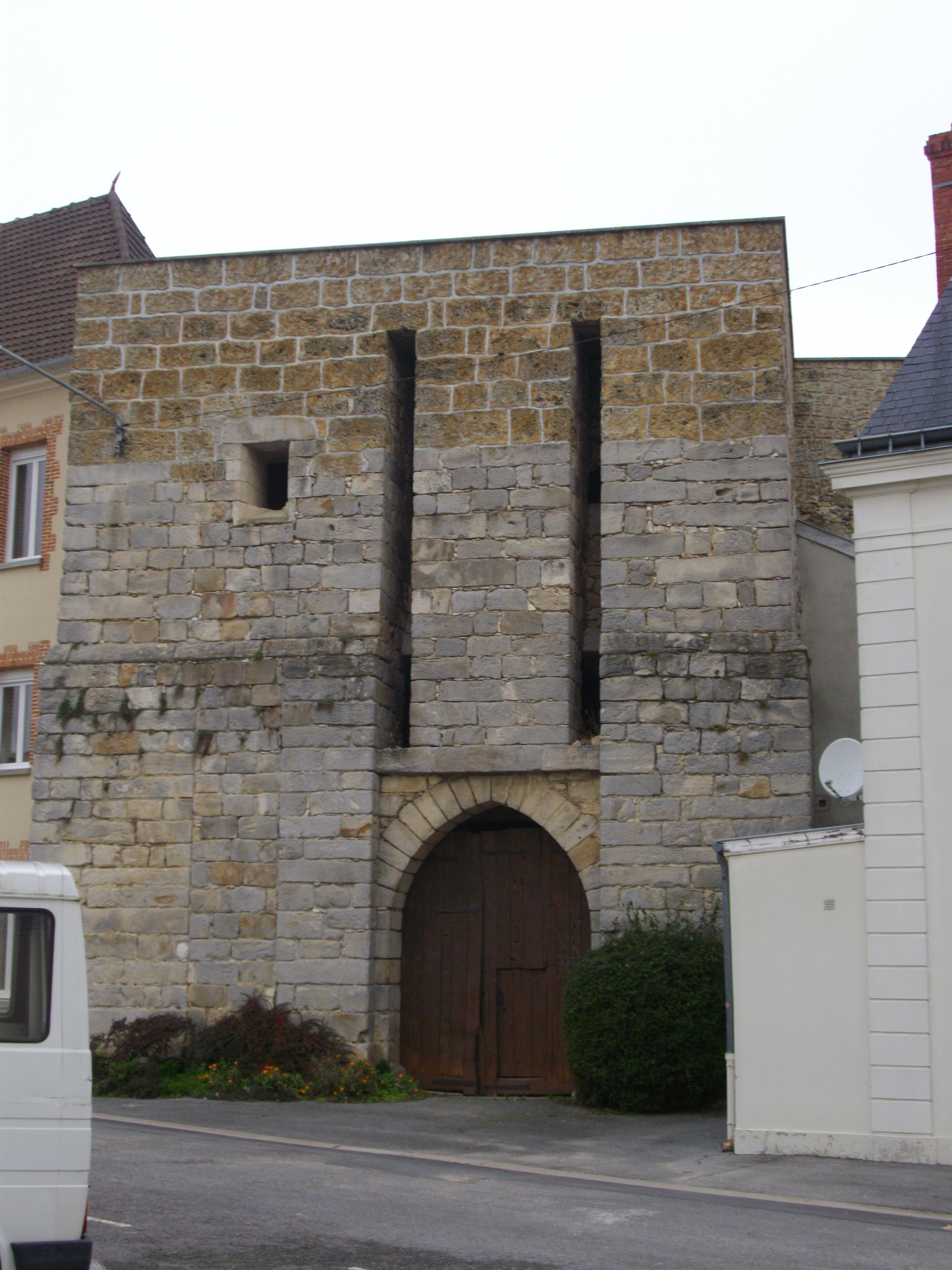
Reste du château médiéval de Troissy.

Avant l'abbaye, une maison-Dieu a été fondée sur le site en 1209. Elle est transformée en abbaye en 1232 par le chevalier Philippe de Mécringes, avec l'autorisation de son suzerain le comte de Saint-Pol, Hugues Ier de Châtillon (ou Castillon). Les bâtiments sont situés à l'écart du village au lieu-dit d'Espernai.
Cette fondation est confirmée la même année par l'évêque de Soissons, Jacques de Bazoches,. Mais l'évêque lie la communauté à son autorité et le chevalier de Mécringes, souhaitant que sa fondation ne soit pas assujettie à un prélat, sollicite le pape Grégoire IX pour qu'il demande son rattachement à l'ordre de Citeaux. Ce dernier établit en 1237 une bulle qui affilie l'Amour-Dieu aux cisterciens. Mais durant quelques années, l'évêque et les membres de son chapitre de chanoines cherchent à conserver l'ascendant sur le monastère, refusant l'indépendance fournie par l'affiliation à l'ordre.
Le monastère est définitivement rattaché à l'ordre cistercien en 1240 sous la pression de Blanche de Castille,. Une charte d'Hugues de Châtillon, datant d'avril 1247, confirme toutes les donations faites .

### Moyen Âge et Renaissance
L'abbaye croît pour atteindre une communauté de quatre-vingts sœurs au XIVe siècle. Elle est une première fois pillée par les Anglais pendant la guerre de Cent Ans, puis au XVIe siècle par des forces protestantes et, après les ravages des guerres de Religion, elle ne compte plus que neuf moniales,.

### Époque moderne

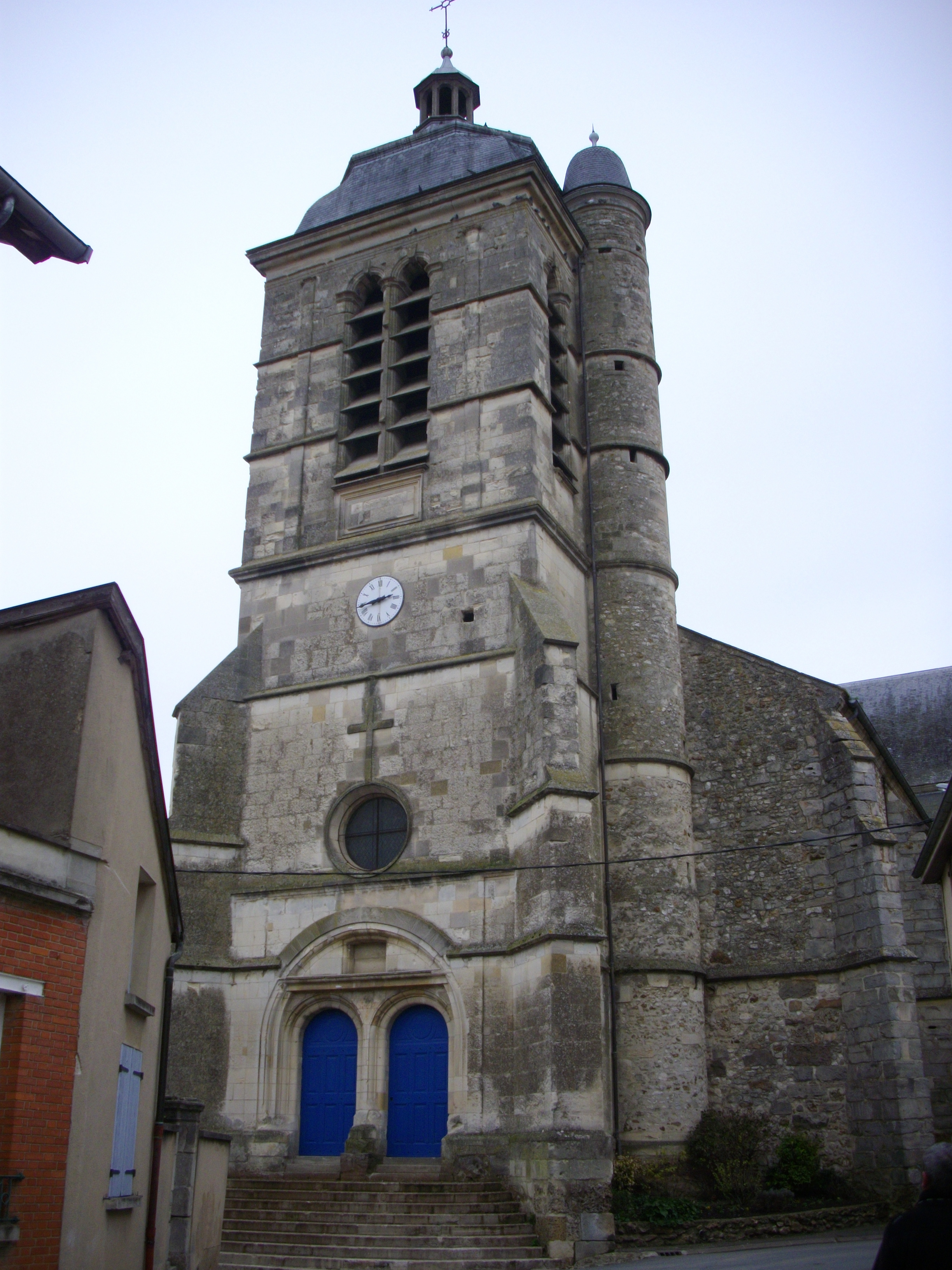
Église de Troissy.

En 1652, les bâtiments sont relevés, et la communauté connait une nouvelle vie, avec jusqu'à une vingtaine de moniales au début du XVIIIe siècle. En 1749, l'abbaye est mise en régie.
Après le décès de l'abbesse Geneviève le Ver de Villers en 1762, les sœurs demandent que leur communauté, appauvrie, soit transférée dans une maison de bénédictines de Montmirail, le prieuré de Mont-Dieu, qui vient juste d'être abandonné. L'archevêque de Soissons, François de Fitz-James hésite car la population et les seigneurs de la paroisse refusent ce départ. La nouvelle abbesse, parente de Louis Charles César Le Tellier, baron de Montmirail, obtient de lui un appui pour l'opération, qui est finalement  approuvée par l'évêque en 1763.
Les bâtiments de Troissy sont vendus peu avant la Révolution. L'abbaye est supprimée en 1791.

## Édifice
Ce qui reste des bâtiments est de nos jours une exploitation agricole. Une partie de l'église est un silo à grain. Le bâtiment de vie des religieuses est habité par les propriétaires.

## Liste des abbesses
Cette liste est établie par le Gallia Christiana et repris par l'article d'Albert Noël.
- Élisabeth
- Agnès
- Alix (1331 ?)
- Marguerite d'Aubencheuil (1456 ?)
- Quentine
- Jeanne Ire
- Huberte (-1519)
- Edmée des marins
- Nicole
- Jeanne II du Raulet (-1538)
- Désirée Coutant (-1572)
- Françoise de la Personne (-1606)
- Madeleine de la Personne (nièce de la précédente) (1606-1621)
- Catherine le Roy de ?
- Hélène Philippe (1623-1648)
- Marie Pineau (nièce de la précédente) (1648-1652)
- Henriette-Marie de Mazoyer (1652)
- Françoise II de Mazoyer (cousine de la précédente) (1652-1686)
- Françoise III Adam (1686-1692)
- Marguerite II de la Viefville-Panan (1692-1699)
- Marie-Louise de Bragelongne (1699)
- Louise de Rilhac de Saint-Paul (1700-1719)
- Geneviève le Ver de Villers (1719-1762)
- Marie-Jeanne Le Tellier de Marnoux (1762-1769)
- Marguerite-Catherine de Landres de Briey (1769-1791)

## Armoiries
Le monastère avait comme blason : D'or au cœur enflammé de gueules chargé du nom de Jésus d'or.